# Along Came Jones
Along Came Jones — дебютный студийный альбом британского певца Тома Джонса. Наиболее известным синглом этого альбома является песня «It's Not Unusual». Большинство песен к альбому было написано специально для Джонса, в том числе песня — «The Rose», автором которой выступил Гордон Миллс. Пластинка заняла 11 место в британских чартах.
В июле 1965 года альбом был издан в США и в Канаде лейблом Parrot Records под названием It’s Not Unusual.

## Список композиций
Сторона 1
1. «I’ve Got a Heart» (Гордон Миллс[англ.], Лес Рид[англ.]) 2:33
2. «It Takes a Worried Man[англ.]» (Традиционная. Аранжировки Гордона Миллса) 2:40
3. «Skye Boat Song[англ.]» (Традиционная. Аранжировки Ли Лоунсона, Гарольда Боултона) 2:59
4. «Once Upon a Time» (Гордон Миллс) 2:07
5. «Memphis, Tennessee» (Чак Берри) 2:40
6. «Whatcha' Gonna Do» (Chuck Willis) 3:07
7. «I Need Your Loving» (Дон Гарднер, Бобби Робинсон, Кларенс Льюис, Джеймс МакДугал) 2:38
8. «It's Not Unusual» (Гордон Миллс, Лес Рид) 1:58

Сторона 2
1. «Autumn Leaves» (Жозеф Косма, Джонни Мерсер, Джеффри Парсонс[англ.], Жак Превер) 3:08
2. «The Rose — Version 2» (Гордон Миллс[англ.]) 2:53
3. «If You Need Me» (Уилсон Пикетт, Роберт Бэйтман, Сонни Сандерс) 2:38
4. «Some Other Guy» (Гордон Миллс) 2:31
5. «Endlessly[англ.]» (Брук Бентон, Клайд Отис[англ.]) 3:19
6. «It's Just a Matter of Time[англ.]» (Клайд Отис, Брук Бентон, Белфорд Хендрикс) 2:42
7. «Spanish Harlem» (Джерри Либер, Фил Спектор) 3:18
8. «When the World was Beautiful» (Пол Кауфман, Джерри Харрис) 2:16

## Производственный персонал
- Продюсер: Питер Сильвиан
- Генеральмузикдиректор: Лес Рид[англ.]
- Звукоинженер: Билл Прайс
- Фотография для обложки: Джон Бил